# Mejicanotrichia
Mejicanotrichia is een geslacht van schietmotten uit de familie Hydroptilidae.

## Soorten
Deze lijst van 7 stuks is mogelijk niet compleet.
- M. blantoni (OS Flint, 1970)
- M. estaquillosa SC Harris & RW Holzenthal, 1997
- M. harrisi J Bueno-Soria & R Barba-Alvarez, 1999
- M. rara J Bueno-Soria & R Barba-Alvarez, 1999
- M. tamaza (OS Flint, 1970)
- M. tridentata (J Bueno-Soria & SW Hamilton, 1986)
- M. trifida (OS Flint, 1970)